# Lori Freedman

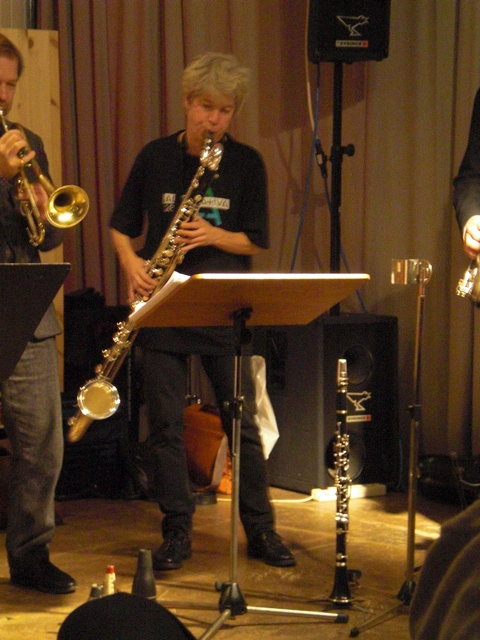
Lori Freedman 2010 im Loft (Köln) beim Konzert des Ig Henneman Sextets

Lori Anne Freedman (* 19. März 1958 in Toronto, Ontario) ist eine kanadische (Bass-)Klarinettistin und Komponistin, die auf dem Gebiet der zeitgenössischen Musik, der Improvisationsmusik und der elektroakustischen Musik aktiv ist.

## Leben und Wirken
Die Tochter des Komponisten Harry Freedman und der Sängerin Mary Morrison studierte von 1977 bis 1981 Klarinette an der University of Toronto. Daneben beteiligte sie sich an der Academy of Woodwinds am Banff Centre for the Arts. Nach dem Studium nahm sie vertiefenden Unterricht bei Pauline Oliveros (1981), Joaquim Valdepenas (1983–84) und bei Harry Sparnaay am Sweelinck Conservatorium in Amsterdam.
Nachdem sie in Kanada bereits mit verschiedenen Sinfonieorchestern aufgetreten war, wurde sie 1985 Mitglied der Performance-Gruppe Stichting Schnauzer, mit deren Stück Johan sie eine Europatournee unternahm. Daneben spielte sie am Concertgebouw in einer Gruppe für zeitgenössische Musik unter der Leitung von Mauricio Kagel.
1986 kehrte sie nach Kanada zurück, wo sie unter anderem als Bassklarinettistin im Winnipeg Symphony Orchestra, dem Vancouver Symphony Orchestra und dem CBC Vancouver Orchestra spielte. Mit Mary Jo Carrabré, Therese Costes, George Meanwell, Victor Schultz, Michael Matthews und Laurel Ridd gründete sie 1987 Thira, eine Gruppe für zeitgenössische Musik. 1989 wurde sie Mitglied des Bläserquintetts 5th Species (mit Anne Thompson, Libby Van Cleve, Shannon Peet und James Sommerville).
Ab 1990 arbeitete sie mit verschiedenen Gruppen für neue Musik und Tanztheaterprojekten in Toronto zusammen. Mit der Tänzerin Lola MacLaughlin trat sie in dem Stück Smudge in Toronto, Ottawa und Montreal auf. Daneben begann sie, regelmäßig in Amsterdam zeitgenössische Musik zu spielen und gründete ein Duo mit dem Jazzsaxophonisten Graham Ord.
Weitere Gruppen, die Freedman gründete, waren Urge (1991, mit Marie-Josée Chartier, Lisa Karrer, Fides Krucker, Linda Catlin Smith und Marìa Alejandra Nùñez-Robert) und das Duo Queen Mab mit der Pianistin Marilyn Lerner, mit der sie zwei Alben aufnahm und in der Flying Bulgar Klezmer Band auftrat. Beim Du Maurier New Music Festival in Winnipeg spielte sie 1995 das Klarinettenkonzert von John Corigliano. Mehr als 30 Komponisten schrieben Stücke für die Bassklarinettistin.
1997 gründete sie V.I.E.W. (das Vancouver Improvising Ensemble of Women) mit Peggy Lee, DB Boyko, Karen Graves, Marilyn Lerner und Lauri Lyster, ein Ensemble für zeitgenössische und Improvisationsmusik. Im gleichen Jahr trat sie in Amsterdam mit dem Ig Henneman Tentet auf und komponierte und spielte die Musik für Brent Lotts Tanzstück His Banner Over Me. 1998 wurde sie mit dem Freddie Stone Award ausgezeichnet. Im Folgejahr erschien ihr erstes Soloalbum Huskless.
2000 komponierte und spielte Freedman die Musik für Katie Ducks Tanzstück Amour, das beim "Festival Internationaler Neuer Tanz" in Freiburg aufgeführt wurde. Während eines dreimonatigen Aufenthalts in Amsterdam 2001 führte sie Kompositionen von Louis Andriessen und Misha Mengelberg auf und trat mit Maggie Nichols, Luc Houtkamp, Ab Baars, Kaffe Matthews und Ig Henneman auf.
Nach ihrer Rückkehr nach Kanada gründete sie das Lori Freedman Trio mit Nicolas Caloia und Danielle Pallardy Roger. Seit 2002 unterrichtet sie Bassklarinette an der McGill University. Im gleichen Jahr erschien ihr zweites Soloalbum À un moment donné. Mit Henneman wurde 2002 Queen Mab zum Improvisations-Trio erweitert, das auch mehrfach durch Europa tourte und auf internationalen Festivals, wie dem Festival International de Jazz de Montréal, spielte. Weiterhin trat sie mit Joëlle Léandre, Rohan de Saram und Rajesh Mehta auf.
2017 wurde Freedman in die Royal Society of Canada gewählt.

## Kompositionen
- Gahn-Ga-Du, Duo für Bassklarinette und Sopransaxophon, 1992
- Scuse Me-WHAT???!!! für Bassklarinette solo, 1993
- No Man’s Clan für fünf Bassklarinetten, 1996
- Welcome Back für Klavier und Klarinette, 1996
- 911 für Soloklarinette und Tanz, 1997
- One And für Bassklarinette und Tanz (für die Tänzerin Ruth Cansfield), 1997
- I Went By A Clean Name für Soloklarinette (für ein Tanzvideo von Brent Lott), 1999
- Another Time, elektroakustische Musik für Bassklarinette und Computer, 1999
- Comfort is Not an Issue für Bassklarinette und Klavier, 1999
- Wachet für Rock-Quintett, 1999
- Tatu für Soloklarinette, 2002
- Trois Dedans Sept für Septett, 2002

## Diskographische Hinweise
- Queen Mab: Barbies Other Shoe, 1997
- Ig Henneman: Indigo, mit Tristan Honsinger, Han Buhrs, Theo Jörgensmann, Steve Argüelles, 1998
- Huskless, Soloalbum, 1999
- Queen Mab: Close, 2000
- À un moment donné, Soloalbum, 2002
- Queen Mab Trio: See Saw, 2005
- 3, mit Nicolas Caloia, Jean Derome, René Lussier, Danielle Palardy Roger, Martin Tétreault, Rainer Wiens, 2006
- Dix situations précaires, mit James Darling, Gabriel Dionne, Diane Labrosse, 2006
- Queen Mab Trio: Thin Air, 2006
- Plumb, mit Scott Thomson, 2008
- Bridge, Soloalbum, 2009
- On No On, mit John Heward, 2013
- Solor, Soloalbum, 2018
- Excess, Soloalbum, 2019
- Grace 2021, mit Guylaine Cosseron, 2022
- Amber, mit Scott Thomson, 2022
- BeingFive: BeingFive, mit Axel Doërner, Andrea Parkins, Yorgos Dimitriadis, Christopher A Williams, 2022
- Mercury: Skin, mit Nicolas Caloia, 2023